# Sulla (Cognomen)
Sulla (auch Sylla, nach der griechischen Transkription Σύλλα) ist ein römisches Cognomen, das der Name einer patrizischen Familie der gens Cornelia war.
Die Herkunft des Namens wird im Etruskischen vermutet. In den Jahrhunderten um die Zeitenwende war er im ganzen römischen Reich verbreitet. Der Name beschrieb ursprünglich Personen mit roten Gesichtsflecken; der unter diesem Namen bekannte Diktator soll ihn laut Plutarch gar wegen seines rot-weiß-gefleckten Gesichts erhalten haben, was jedoch für falsch gehalten wird. Eine andere, für unglaubwürdig gehaltene, Herleitung, führt den Namen auf einen Hüter der Sibyllinischen Bücher zurück, welcher die ersten Ludi Apollinares (Festspiele zu Ehren des Apollon) abhielt. Eine weitere mögliche Herkunft ist in Ableitung vom Cognomen Sura.

## Namensträger
- Cornelius Sulla Felix, römischer Senator zu Beginn des 1. Jahrhunderts
- Faustus Cornelius Sulla, römischer Quästor 54 v. Chr., Sohn des Diktators
- Faustus Cornelius Sulla, römischer Suffektkonsul 31
- Faustus Cornelius Sulla Felix, römischer Konsul 52
- Lucius Cornelius Sulla, römischer Konsul 5. v. Chr.
- Lucius Cornelius Sulla Felix, der Diktator Sulla
- Lucius Cornelius Sulla Felix, römischer Konsul 33
- Marcus Munatius Sulla Cerialis, römischer Konsul 215
- Marcus Munatius Sulla Urbanus, römischer Konsul 234
- Publius Cornelius Sulla (Priester), Flamen Dialis um die Zeit des Ersten Punischen Kriegs, erster Träger des Cognomens „Sulla“
- Publius Cornelius Sulla (Prätor), römischer Politiker, Prätor 212 v. Chr.
- Publius Cornelius Sulla (Statthalter), römischer Prätor und Statthalter von Sizilien 186 v. Chr.
- Publius Cornelius Sulla (designierter Konsul 65 v. Chr.) († 46 v. Chr.), römischer Politiker